# Jay Luck

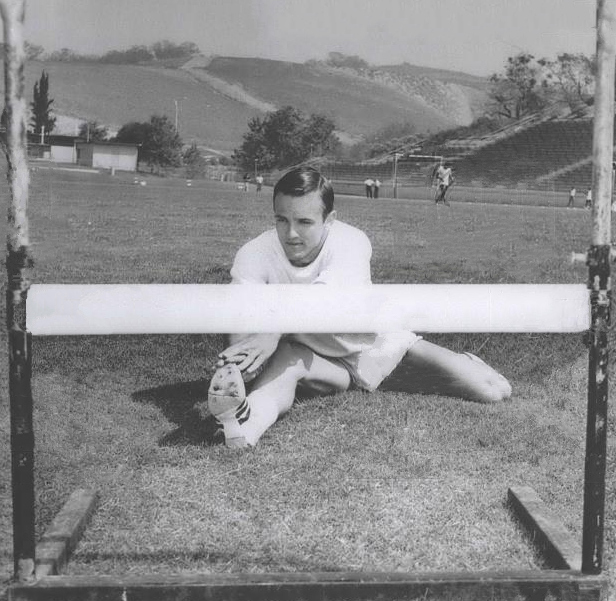
Jay Luck, 1964

Jay Luck (eigentlich James Edward Luck; * 11. Juli 1940 in Westerly) ist ein ehemaliger US-amerikanischer Hürdenläufer, der sich auf die 400-Meter-Distanz spezialisiert hatte.
Bei den Olympischen Spielen 1964 in Tokio wurde er Fünfter in 50,5 s.
Seine persönliche Bestzeit von 49,4 s stellte er am 3. Juli 1964 in New York City auf.